# 胡安何塞莫拉市

胡安何塞莫拉市（西班牙語：Municipio Juan José Mora），是委內瑞拉的一個市，位於該國北部卡拉波波州，首府設於莫龍，面積453平方公里，2007年人口65,239，人口密度為每平方公里140人。